# Campeonato Mundial de Gimnasia Rítmica de 1992
El XVI Campeonato Mundial de Gimnasia Rítmica se celebró en Bruselas (Bélgica) entre el 20 y el 22 de noviembre de 1992 bajo la organización de la Federación Internacional de Gimnasia (FIG) y la Real Federación Belga de Gimnasia.

## Resultados
| Evento                               | Oro                                                       | Plata                                                      | Bronce                                                    |
| ------------------------------------ | --------------------------------------------------------- | ---------------------------------------------------------- | --------------------------------------------------------- |
| Concurso completo ind.               | Oxana Kostina Rusia 38,975 pts.                           | Maria Petrova Bulgaria 38,400 pts.                         | Larisa Lukianenko Bielorrusia 38,300 pts.                 |
| Cuerda                               | Larisa Lukianenko Bielorrusia / Oxana Kostina Rusia 9,800 |                                                            | Irina Deleanu · Rumania · 9,650                           |
| Pelota                               | Oxana Kostina Rusia 9,950                                 | Maria Petrova · Bulgaria / · Carmen Acedo · España · 9,800 |                                                           |
| Mazas                                | Oxana Kostina Rusia 9,775                                 | Maria Petrova Bulgaria 9,700                               | Diana Popova · Bulgaria / · Carmen Acedo · España · 9,625 |
| Aro                                  | Larisa Lukianenko Bielorrusia / Oxana Kostina Rusia 9,800 |                                                            | Maria Petrova Bulgaria 9,675                              |
| Grupos concurso completo             | Rusia 38,650                                              | España · 38,550                                            | Corea del Norte 38,500                                    |
| Grupo (6 con cinta)                  | Rusia 38,875                                              | Italia · 38,650                                            | España · 38,500                                           |
| Grupos (3 con pelota + 3 con cuerda) | Rusia 38,750                                              | Ucrania · 38,600                                           | Italia · 38,450                                           |

## Medallero
| Núm. | País            | Oro | Plata | Bronce | Total |
| ---- | --------------- | --- | ----- | ------ | ----- |
| 1    | Rusia           | 8   | 0     | 0      | 8     |
| 2    | Bielorrusia     | 2   | 0     | 1      | 3     |
| 3    | Bulgaria        | 0   | 3     | 2      | 5     |
| 4    | España          | 0   | 2     | 2      | 4     |
| 5    | Italia          | 0   | 1     | 1      | 2     |
| 6    | Ucrania         | 0   | 1     | 0      | 1     |
| 7    | Corea del Norte | 0   | 0     | 1      | 1     |
| 7    | Rumania         | 0   | 0     | 1      | 1     |

- Datos: Q2559374
- Multimedia: 1992 Rhythmic Gymnastics World Championships / Q2559374